# Support des lampes électriques
Pour les articles homonymes, voir Culot.
 (septembre 2016).
Si vous disposez d'ouvrages ou d'articles de référence ou si vous connaissez des sites web de qualité traitant du thème abordé ici, merci de compléter l'article en donnant les références utiles à sa vérifiabilité et en les liant à la section « Notes et références ».

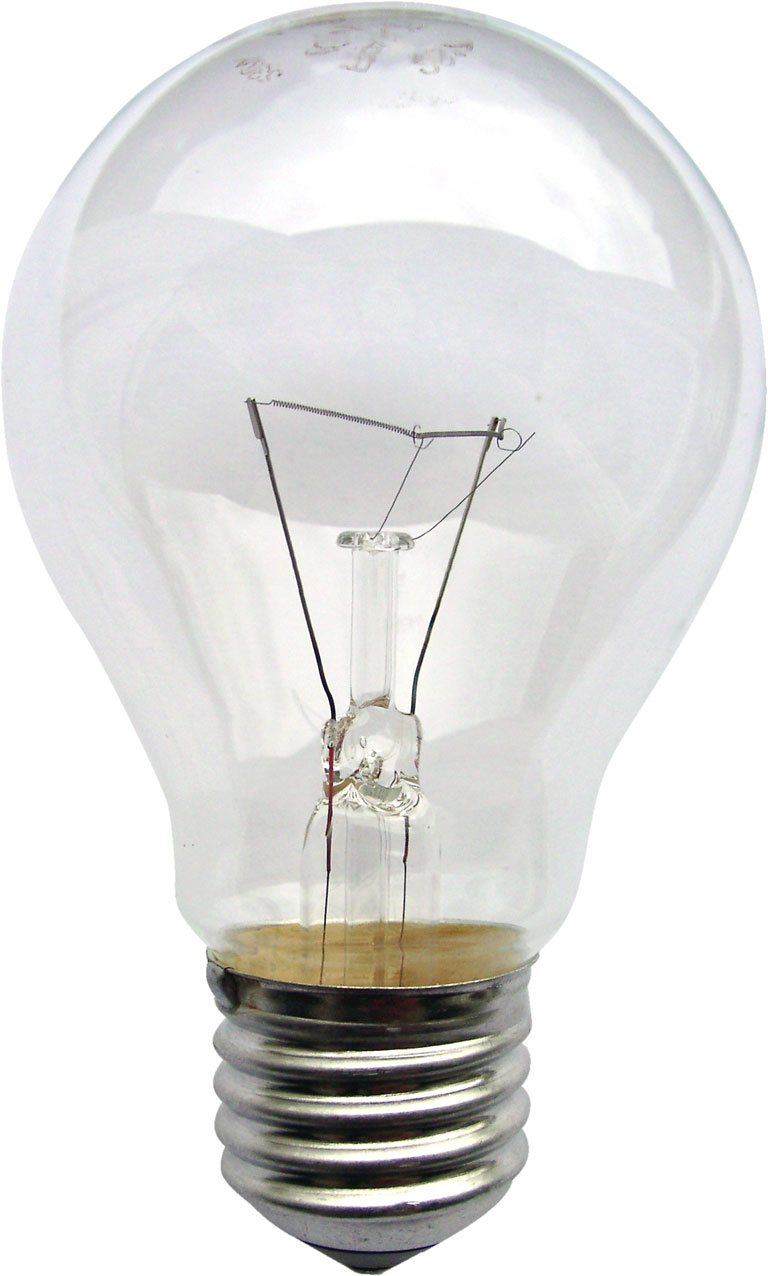
Ampoule électrique 230/240 V à culot à vis Edison E27 (27 mm)

Le support des lampes électriques est standardisé depuis le début du XXe siècle. Le principe est d'utiliser une douille et un culot appairés pour assurer l'alimentation et le maintien mécanique de la lampe électrique. L'alimentation est généralement assurée par l'intermédiaire de deux éléments conducteurs séparés par un isolant.
Il existe différents types de culots/douilles : à vis, à baïonnette, à picot...

## Identification des culots/douilles
Chaque type de culot est disponible en plusieurs dimensions. Les ampoules sont donc identifiées par un code de 3 ou 4 caractères. D'abord une ou deux lettres indiquent le type général de culot. Les caractères suivants donnent, en millimètres, l'écartement entre l'axe des picots ou le diamètre du culot dans le cas des ampoules à vis et à baïonnette. Les codes normalisés figurent dans la publication 61 de la Commission électrotechnique internationale, Culots de lampes et douilles ainsi que calibres pour le contrôle de l'interchangeabilité et de la sécurité :
- IEC 60061-1, Partie 1 : Culots de lampes[2] ;
- IEC 60061-2, Partie 2 : Douilles[2] ;
- IEC 60061-3, Partie 3 : Calibres[2] ;
- IEC 60061-4, Partie 4 : Guide et information générale[2].

Voici quelques exemples de codification de culots
- B - culot à baïonnette (par exemple B22) ;
- BA - culot à baïonnette pour lampes d'automobiles (par exemple BA15) ;
- E - culot à vis (par exemple E27) ;
- F - culot à une seule broche de contact ;
- G - culot à deux ou plusieurs broches (par exemple G13). Ce groupe comprend également les culots anciennement nommés « bi post ».
- K - culot à connexion flexible (câbles) ;
- P - culot à pré-centrage (pré-focus) (par exemple P28) ;
- R - culot à contact(s) encastré(s) (par exemple R17) ;
- S - culot cylindrique, sans ergot ;
- Sv - culot cylindrique, sans ergot, avec une extrémité conique (pour lampe navette) ;
- T - culot pour lampes de standards téléphoniques ;
- W - socle de lampe sans culot constituant la partie essentielle assurant la fixation de la lampe dans la douille, les contacts électriques étant réalisés directement par les entrées de courant de la lampe.

Les désignations sous une forme descriptive, telles que « culot à baïonnette normal », « culot mignonnette », « culot Edison », « culot Goliath », « culot pour lampe navette » correspondant respectivement aux types B22, E14, E27, E40, SV sont déconseillées.

### Culots classiques les plus usuels
- vis pour l'éclairage domestique courant : E14 et E27 ;
- baïonnettes pour l'éclairage domestique courant : B15 et B22 ;
- de type G pour les tubes fluorescents : G5, G13, G23, etc. ;
- cylindriques de type S pour les linolites : S15, S19, etc. ;
- picot comme les ampoules des phares de voiture : Pxxx ;
- crayon ampoule halogène de type 500W : R7S ou éclairage intérieur de voiture : SV7

### Répartition dans le monde
Les ampoules électriques domestiques sont pourvues :
- de culot à baïonnette en Australie, en Irlande, en Nouvelle-Zélande, au Royaume-Uni, au Proche-Orient, et en France dans les anciennes installations (usage proscrit dans les normes actuelles[Information douteuse][4]) ;
- de culot à vis aux États-Unis, en Suisse, au Japon, en France et certains autres pays.

## Culots à vis

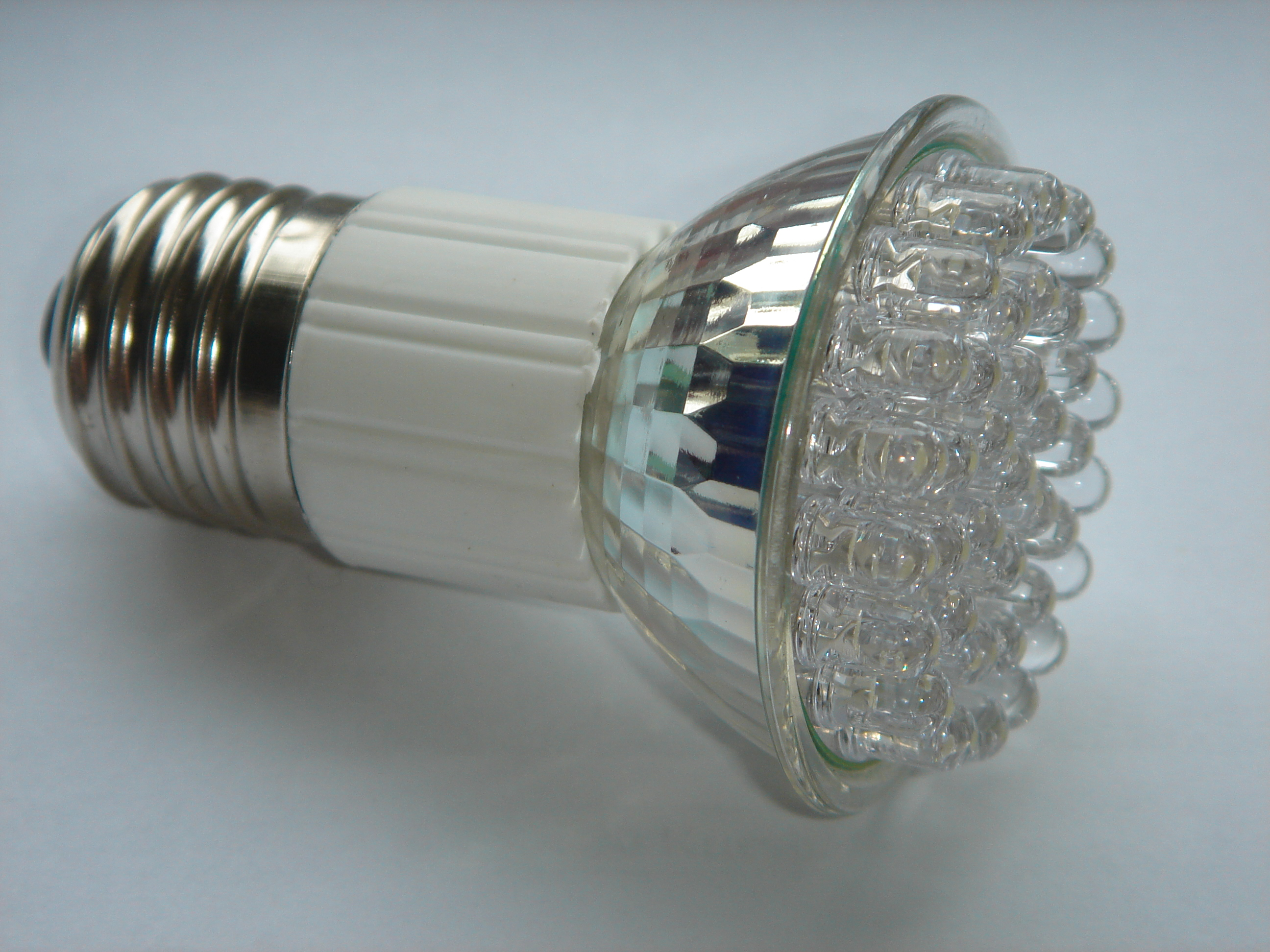
Lampe à LED à culot à vis Edison E27 (27 mm).

Le culot à vis Edison a été développé par Thomas Edison en 1909, sous la marque Edison Mazda. La désignation de ces culots à vis s'exprime par la lettre E (comme Edison) suivie du diamètre de la vis en millimètres : par exemple, un culot E12 a un diamètre de 12 mm.
Aux États-Unis et Canada, la taille standard est E26 et la tension d'alimentation la plus courante est 120 volts ; les culots E12 et E10 sont montés sur certains luminaires et éclairages de Noël ; le culot E17 est également assez répandu, en particulier pour certaines lampes de table. Dans la plupart des pays qui utilisent le courant alternatif 230-240 volts, ce sont les culots E27 et E14 qui sont les plus courants, en concurrence avec les culots à baïonnette.
Les culots de plus fort diamètre (E39, E40) sont utilisés pour les éclairages de plus de 250 watts.

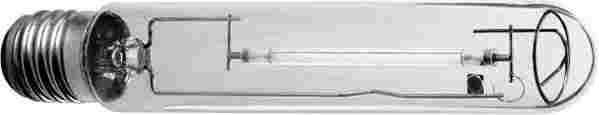
E40

### Normes des culots à vis, type Edison

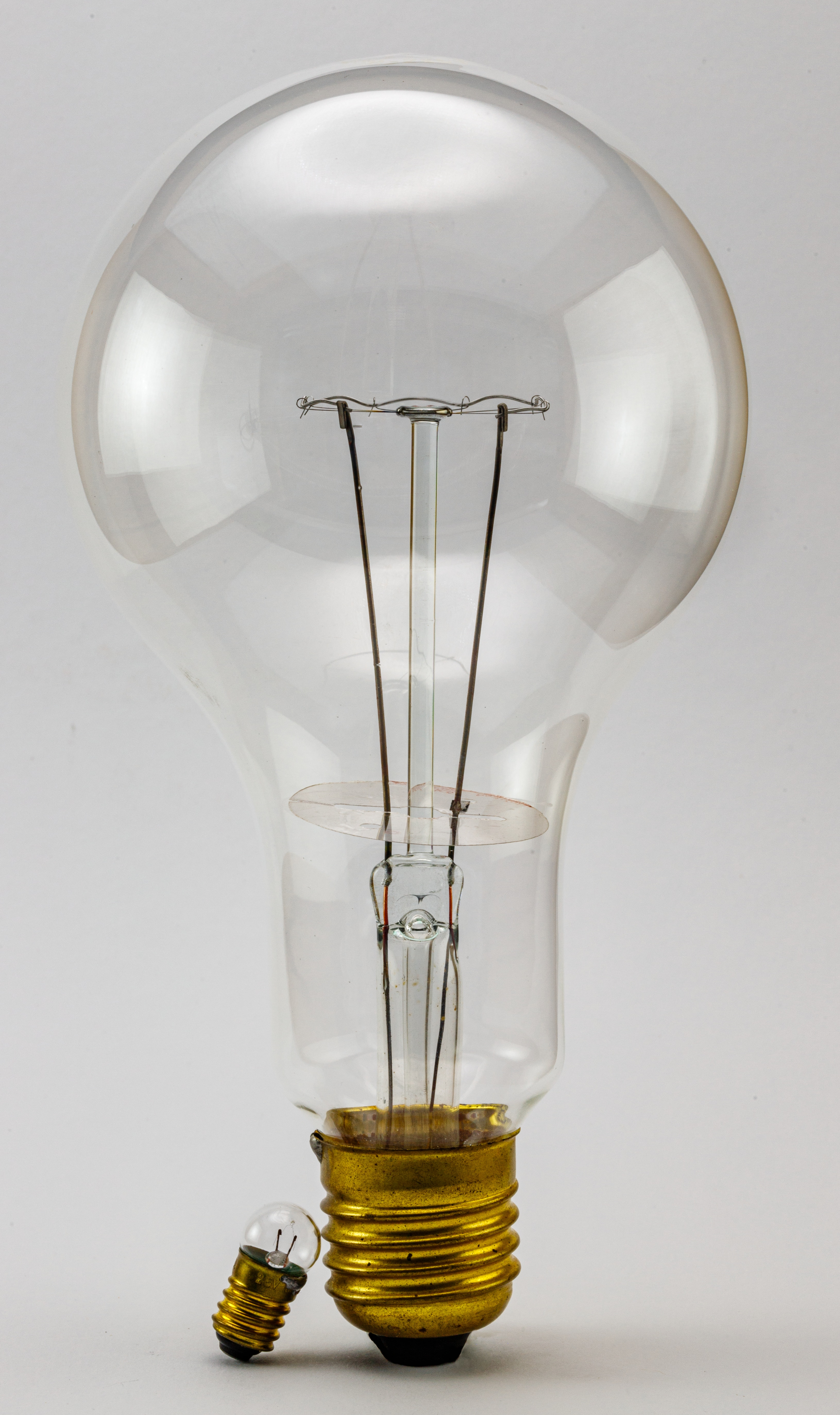
Lampes E27S (grosse) et E10S (petite).

| Type       | Diamètre | Désignation                             | CEI                      | Utilisation                        |
| ---------- | -------- | --------------------------------------- | ------------------------ | ---------------------------------- |
| E5         | 5 mm     | Lilliput Edison Screw (LES)             | CEI 60061-1 (7004-25)    | lampe luciole, de modèle réduit    |
| E10        | 10 mm    | Miniature Edison Screw (MES)            | CEI 60061-1 (7004-22)    | lampe de poche, de bicyclette      |
| E12        | 12 mm    | Candelabra Edison Screw (CES)           | CEI 60061-1 (7004-28)    |                                    |
| E14        | 14 mm    | Small Edison Screw (SES)                | CEI 60061-1 (7004-23)    | lampe de frigo, de lustre, de four |
| E17(110 V) | 17 mm    | (Intermediate) Small Edison Screw (SES) | CEI 60061-1 (7004-26)    |                                    |
| E26(110 V) | 26-27 mm | (Medium) (one-inch) Edison Screw (ES)   | CEI 60061-1 (7004-21A-2) | éclairage domestique               |
| E27        | 26-27 mm | (Medium) Edison Screw (ES)              | CEI 60061-1 (7004-21)    | éclairage domestique               |
| E39        | 39 mm    | (Mogul) Giant Edison Screw (GES)        |                          |                                    |
| E40        | 40 mm    | (Mogul) Giant Edison Screw (GES)        | CEI 60061-1 (7004-24)    | éclairage public                   |

## Culots à baïonnette
Les ampoules électriques domestiques (tension d'alimentation 230/240 V) à baïonnette sont utilisées en Australie, en Irlande, Nouvelle-Zélande, Royaume-Uni et Proche-Orient.

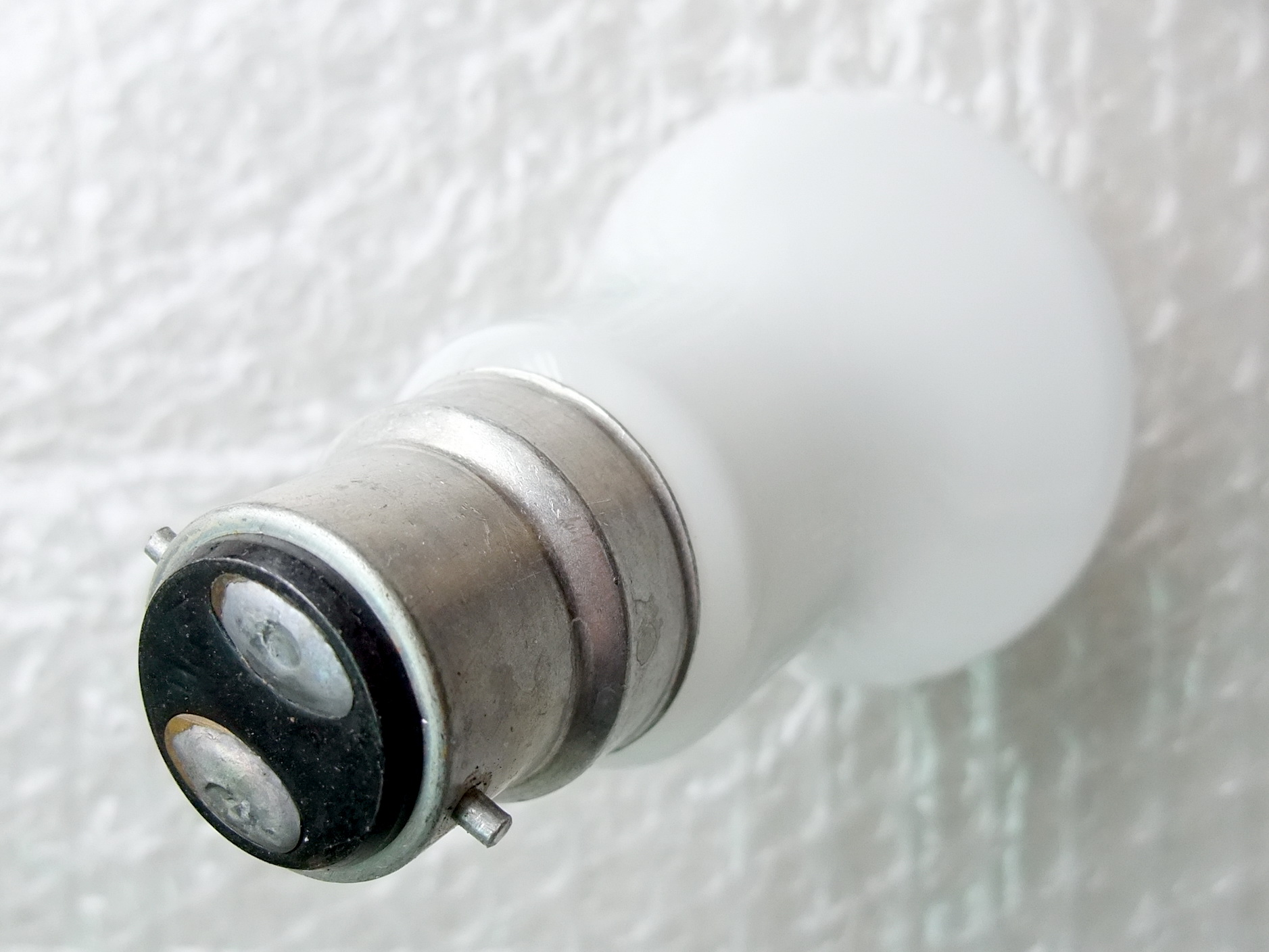
Ampoule électrique pourvue d'un culot à baïonnette de type B22.

En France, elles sont désormais proscrites par les normes actuelles[Information douteuse], et ne sont plus utilisées que dans les anciennes installations[source insuffisante] ,,[réf. à confirmer].
Les culots à baïonnette sont utiles dans des applications où les vibrations pourraient desserrer les ampoules à vis, comme l'éclairage automobile, certains indicateurs de petites dimensions et, souvent aussi, dans les lampes de poche. Certaines lampes, en particulier dans l'éclairage automobile, peuvent avoir des baïonnettes asymétriques en guise de détrompeur, référencées par une lettre Y dans le type (exemple BAY15d).
Les culots à baïonnette sont ordinairement désignés par la lettre B suivie en général du diamètre du culot exprimé en millimètres, par exemple B22 (22 mm) qui est le type de culot à baïonnette le plus courant en France. Une deuxième lettre est parfois insérée entre la lettre B et la dimension : BA15S (Baïonnette Automobile 15 mm de diamètre à un contact), BY22 etc. Le nombre de plots est indiqué par la dernière lettre du type (s : simple, d : double).

### Normes des culots à baïonnette
| Type   | CEI                    | DIN       |
| ------ | ---------------------- | --------- |
| B15d   | CEI 60061-1 (7004-11)  | DIN 49721 |
| BA15d  | CEI 7004-11 A          | DIN 49720 |
| BA15s  | CEI 7004-11 A          | DIN 49720 |
| BA20d  | CEI 7004-12            | DIN 49730 |
| B21s-4 |                        |           |
| B22d   | CEI 60061-1 (7004-10)  |           |
| BY22d  |                        |           |
| B24s-3 |                        |           |
| GU10   | CEI 60061-1 (7004-121) |           |
| GZ10   | CEI 60061-1 (7004-120) |           |

## Culots Bipin

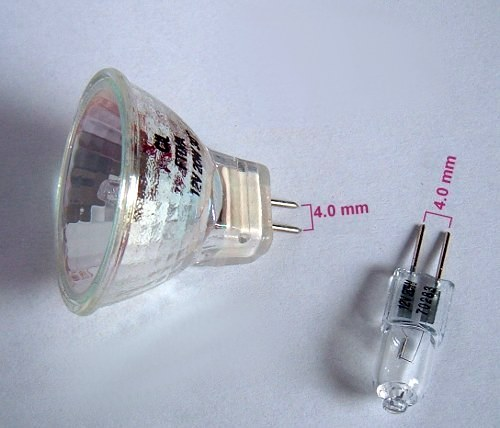
GU4 à gauche G4 à droite.

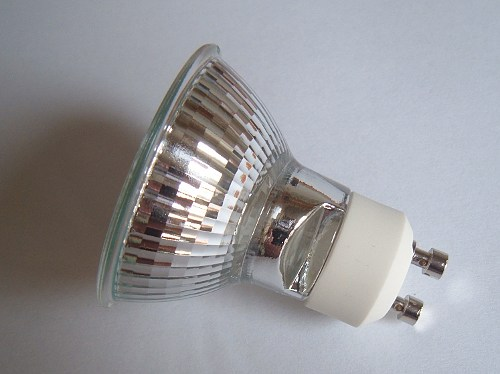
Lampe GU10.

Dans la seconde moitié du XXe siècle, de nouveaux culots sont apparus avec notamment l'arrivée sur le marché des ampoules et spots halogènes. Les culots fréquemment rencontrés sont :
- le GU10 pour les lampes 230 volts de type spot halogène ou LED ;
- le GU4 et G4 pour les lampes 12 volts de type spot halogène ou LED ;
- le GU5.3 (ou MR16) pour les lampes 12 volts de type spot halogène ou LED ;
- le GX53 permet la conception de lampes très fines destinées à être encastrées dans les plafonds ou les meubles.

## Autres culots
Il existe de nombreux autres culots d'ampoules pour des usages spécifiques : P32d, P43, BA15, BAX9s (feu de position auto), BAY15, BAY15D (feu de signalisation fluviale), BAZ15d, P14.5s (feu de croisement auto), PKY22s, PX29t, W2,5, PGJ19-2…